# La Vie devant elles
La Vie devant elles est une série télévisée française en douze épisodes de 52 minutes réalisée par Gabriel Aghion, diffusée entre le 28 avril 2015 et le 23 mai 2017 sur France 3.

## Synopsis
Au milieu des années 70, à Chambries, commune réputée pour son bassin minier, trois mineurs décèdent à la suite d'un coup de grisou. Leurs filles respectives  Alma, Solana et Caroline décident de se lancer dans un long combat judiciaire et de faire toute la lumière sur ce drame. Mais la quête de la vérité fait, parfois, remonter de lourds secrets du passé. 

## Fiche technique
- Titre : La Vie devant elles
- Réalisation : Gabriel Aghion
- Scénario : Dan Franck et Stéphane Osmont
- Dialogues : Dan Franck
- Photographie : Patrick Ghiringhelli
- Montage : Mathilde Van de Moortel
- Son : Jérôme Aghion
- Chef décorateur : Françoise Dupertuis
- Chef costumier : Florence Sadaune
- Musique : Stéphane Zidi et Laurent Sauvagnac
- Production : Fabienne Servan-Schreiber et Jean-Pierre Fayer
- Sociétés de production : Cinétévé, Pictanovo et France Télévisions
- Lieux de tournage : Nord-Pas-de-Calais, Lens, Bruay-la-Buissière, Paris
- Genre : comédie dramatique
- Durée : 52 minutes
- Date de première diffusion : 28 avril 2015

## Distribution
- Stéphane Caillard : Alma
- Alma Jodorowsky : Solana
- Lilly-Fleur Pointeaux : Caroline
- Sabine Haudepin : Micheline, mère de Caroline
- Claire Nebout : Valérie, mère d'Alma
- Jérôme Anger : Vilson
- Jean-Marie Juan : José, père de Solana
- Guy Lecluyse : Henri, père de Caroline
- Michel Scotto di Carlo : Paul, père d'Alma
- Pascale Vignal : mère de Solana
- Vladimir Consigny : Rodolphe
- Corentin Fila : Fadi
- Jean Gardeil : Didier
- Emmanuel Pagni : Mariano
- Jérôme Kircher : Paul
- Jean-Claude Bolle-Reddat : Léonard l'imprimeur
- Bruno Todeschini : maître Georges Duparcq
- Robert Plagnol : l'ingénieur
- Philippe Fretun : le Porion, père de Didier

Laurent Papot: mécano
- Antoine Chappey : Lambert
- Sophie Broustal : Marion
- Samuel Charle: Elève [1],[2]

## Musique
La musique joue un rôle important dans la reconstitution des années 1970 dans la série. Pour illustrer certaines scènes, des chansons populaires de cette époque sont utilisées. On peut entendre, par exemple :
- Les Mots bleus, de Christophe ;
- J'ai encore rêvé d'elle, du groupe Il était une fois ;
- Avec les filles je ne sais pas, de Philippe Lavil ;
- Ma fille, de Serge Reggiani ;
- Suzanne, de Leonard Cohen.

Les jeunes gens dansent plusieurs fois sur des chansons de Serge Gainsbourg (Sea, sex and sun, l'Anamour). La chanson de Plastic Bertrand Ça plane pour moi sert une fois de musique de danse, puis elle est reprise au générique de fin du sixième épisode.
Le générique de début est illustré par le titre de surf music The Serious Surfer de Garry O'Neal.

## Tournage
Dans L'Humanité, l'écrivain et scénariste Dan Franck raconte que le projet initial de cette série était de raconter l'histoire de trois femmes sur trois décennies (1970-80-90). La chaîne a donné son accord pour le tournage de la première décennie. En cas de succès, la suite pourrait être tournée. Il souhaitait placer son histoire dans le monde ouvrier. Les houillères du bassin minier du Nord-Pas-de-Calais (en particulier la fosse Arenberg) sont choisies comme toile de fond du point de départ de leur histoire.
Le tournage des scènes de mines ont été filmées au musée de Bruay-la-Buissière. Parmi les figurants, d'anciens mineurs ont été engagés. Le bar, décor important car lieu de vie des mineurs et tenu par la mère de l'une des héroïnes, est un ancien bar fermé en 1985 mais resté en l'état.

## Réception critique
La série a reçu le prix de la meilleure série française à la 6e édition du Festival Séries Mania 2015.
Pour Isabelle Poitte, de Télérama, La Vie devant elles est « la bonne surprise du printemps. » « La Vie devant elles avance ainsi sur deux terrains désertés par la fiction française : la chronique sociale et la saga romanesque. Sans jamais sombrer dans le passéisme. La vie y tourbillonne grâce à l'énergie et au charme de ces jeunes femmes incarnées par des actrices très prometteuses. »
« Ne ratez pas La Vie devant elles » titrent les pages télé de L'Obs. Pour Sylvie Veran, la série est une « fresque sociale bien servie par trois magnifiques jeunes comédiennes. Entre premiers amours, difficultés financières, trahisons, pressions du patronat minier et mères incapables, pour diverses raisons, de vraiment les soutenir. Tout cela sur fond de lutte des classes et de féminisme. Il faut un peu de patience pour entrer dans cette histoire. Mais Stéphane Caillard, Alma Jodorowsky et Lily-Fleur Pointeaux, trois magnifiques jeunes comédiennes, sont si convaincantes qu'elles ne tardent guère à entraîner le téléspectateur dans leur combat. »
Pour Télécâble Sat Hebdo, il s'agit d'« une étude de mœurs qu'on suit comme un bon feuilleton. L'ambiance tantôt insouciante, tantôt dramatique est bien restituée. Le tout ponctué de bonnes réparties et habillé d'une jolie BO musicale. »
Enfin, la série est un coup de cœur pour Télé 7 jours. « Au-delà du drame et de l’enquête judiciaire, le scénariste Dan Franck nous propose à travers le parcours de ces trois jeunes femmes emblématiques d’une génération, une plongée dans les années 70. On découvre une décennie qui n’était pas aussi fun qu’on a bien voulu nous faire croire. En province, les mentalités sont encore conservatrices. Si la loi Veil sur l’interruption de grossesse est votée en janvier 1975, se faire avorter reste encore compliqué en France ne serait-ce que vis-à-vis de l’entourage. »

## Saison 2
La saison 2 est diffusée à partir du 9 mai 2017. Elle comporte six épisodes. On retrouve les trois personnages principaux trois ans après, l'intrigue débutant en 1979. Alma est désormais étudiante en droit, Solana gère l'imprimerie dont elle a hérité et Caroline est partie visiter les pourtours de la Méditerranée. Côté audiences, les six épisodes de cette deuxième saison n'ont réuni en moyenne que 1,5 million de spectateurs (6,4 % du public), soit deux fois moins que la saison 1, ce qui amène France 3 à stopper la production de la saison 3 dont le tournage était prévu en 2017.